# Ephraim Leister Acker

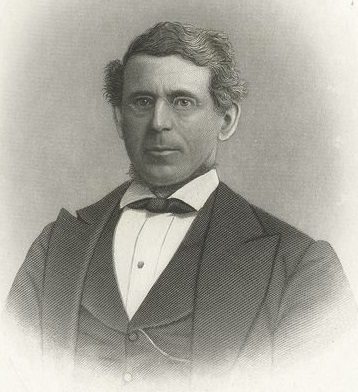
Ephraim L. Acker

Ephraim Leister Acker (* 11. Januar 1827 in Marlborough, Montgomery County, Pennsylvania; † 12. Mai 1903 in Norristown, Pennsylvania) war ein US-amerikanischer Politiker. Zwischen 1871 und 1873 vertrat er den Bundesstaat Pennsylvania im US-Repräsentantenhaus.

## Werdegang
Ephraim Acker besuchte die öffentlichen Schulen seiner Heimat und die Sumneytown Academy. Danach studierte er bis zum 8. September 1847 am Marshall College in Mercersburg. Daran schloss sich bis 1852 ein Medizinstudium an der University of Pennsylvania in Philadelphia an. Zwischen 1853 und 1877 war Acker Herausgeber der Zeitung Norristown Register. Von 1854 bis 1860 fungierte er auch als Schulrat im Montgomery County. In den Jahren 1860 und 1861 war er elf Monate lang Posthalter in Norristown. Danach war er drei Jahre lang Gefängnisinspektor im Montgomery County. Politisch schloss er sich der Demokratischen Partei an.
Bei den Kongresswahlen des Jahres 1870 wurde Acker im sechsten Wahlbezirk von Pennsylvania in das US-Repräsentantenhaus in Washington, D.C. gewählt, wo er am 4. März 1871 die Nachfolge von John Dodson Stiles antrat. Da er im Jahr 1872 nicht bestätigt wurde, konnte er bis zum 3. März 1873 nur eine Legislaturperiode im Kongress absolvieren. Nach seiner Zeit im US-Repräsentantenhaus setzte er bis 1877 seine Tätigkeit im Zeitungswesen fort. Danach studierte er trotz seines Alters Jura und arbeitete nach seiner Zulassung als Anwalt in diesem Beruf. Ephraim Acker starb am 12. Mai 1903 in Norristown.